# Barbara Guarischi
Barbara Guarischi (Ponte San Pietro, 10 de febrero de 1990) es una ciclista profesional italiana. Comenzó destacando levemente en el ciclismo en pista aunque, desde su ascenso al profesionalismo en 2010, sus mejores resultados los ha conseguido en el ciclismo en ruta con 1 victoria de etapa en el Giro de Italia Femenino y el triunfo en el Sparkassen Giro 2015.

## Trayectoria deportiva
En el 2007 obtuvo varios podiums en los Campeonatos de Italia en Pista juvenil pero pronto reorientó su trayectoria al ciclismo en ruta, de hecho su última prueba en pista oficial fue el Campeonato Mundial Omnium 2010 donde quedó 14.ª. En ese 2010, que fue cuando subió al profesionalismo, obtuvo 3 puestos entre las 10 mejores de etapa en el Giro de Italia Femenino y 2 entre las 10 mejores de carreras de un día.
Tras cambiar varias veces de equipo en Italia con discretos resultados deportivos -2 etapas parciales como únicas victorias en 2014-; en 2015, con el equipo alemán Velocio-SRAM, logró ganar 1 etapa en el Giro de Italia Femenino y poco después venció en una prueba puntuable para la Copa del Mundo, el Sparkassen Giro. Por otra parte, en ese mismo año, participó en título que obtuvo el Velocio-SRAM en el Campeonato Mundial Contrarreloj por Equipos 2015.
En 2016 pasó a formar parte del nuevo Canyon-SRAM Racing que se formaba a partir de la estructura del Velocio-SRAM, de hecho desde los medios especializados lo consideraron el mismo equipo o la continuación del viejo.

## Palmarés
2012
- 2.ª en el Campeonato Europeo en Ruta sub-23

2014
- 1 etapa de La Route de France
- 1 etapa del Trophée d'Or Féminin

2015
- 1 etapa del Giro de Italia Femenino
- Sparkassen Giro

2016
- Omloop van Borsele

2019
- 1 etapa del Tour de Turingia femenino

2022
- 3.ª en el Campeonato de Italia en Ruta
- Juegos Mediterráneos en Ruta

2023
- 1 etapa del Tour de Turingia femenino

2024
- 1 etapa del Simac Ladies Tour

## Resultados en Grandes Vueltas y Campeonatos del Mundo
Durante su carrera deportiva ha conseguido los siguientes puestos en las Grandes Vueltas femeninas y en los Campeonatos del Mundo en carretera:
| Carrera         | Carrera         | 2010 | 2011 | 2012 | 2013 | 2014 | 2015 | 2016 | 2017  | 2018  | 2019 | 2020 | 2021 | 2022 | 2023  | 2024  |
| --------------- | --------------- | ---- | ---- | ---- | ---- | ---- | ---- | ---- | ----- | ----- | ---- | ---- | ---- | ---- | ----- | ----- |
|                 | Giro de Italia  | 85.ª | —    | Ab.  | 67.ª | 75.ª | 84.ª | Ab.  | 101.ª | 108.ª | —    | Ab.  | —    | —    | 101.ª | 100.ª |
|                 | Tour de l'Aude  | —    | X    | X    | X    | X    | X    | X    | X     | X     | X    | X    | X    | X    | X     | X     |
|                 | Tour de Francia | X    | X    | X    | X    | X    | X    | X    | X     | X     | X    | X    | X    | ―    | —     | —     |
| Mundial en Ruta | Mundial en Ruta | —    | —    | —    | —    | —    | —    | 20.ª | —     | —     | —    | —    | —    | —    | Ab.   | —     |

—: no participa

Ab.: abandono

X: ediciones no celebradas

## Equipos
- S.C. Michela Fanini Record Rox (2010)
- Colavita-Forno d'Asolo (2011)
- Fassa Bortolo-Servetto (2012)
- Vaiano-Fondriest (2013)
- Alé Cipollini (2014)
- Velocio/Canyon (2015)
  - Velocio-SRAM (2015)
- Canyon-SRAM Racing (2016-2017)
- Team Virtu Cycling Women (2018-2019)
- Movistar Team[8] (2020-2022)
- Team SD Worx (2023-)
  - Team SD Worx (2023)
  - Team SD Worx-Protime (2024-)